# Бессарабия
Бессара́бия (рум. Basarabia, укр. Бессарабія и реже Басарабія, болг. Бесарабия, нем. Bessarabien, гаг. Besarabiya) — историческая область в Восточной Европе, сейчас — в Молдавии и на Украине.
Историческая область расположена между Чёрным морем и реками Дунаем, Прутом и Днестром. Территория Бессарабии в X веке входила в состав Киевской Руси, в XII в. — в Галицкое княжество, в 1199 — середина XIV века — в Галицко-Волынское княжество. С XIV века в составе Валашского княжества, с XV века — Молдавского княжества, с XV—XVI вв. — Османской империи, затем Российской империи (с 1812 года по 1917 годы). Находилась в составе Румынии в 1918—1940 годах, с 1940 года — в СССР. В 1940 году на территории Бессарабии образована Молдавская ССР. Буджак (бо́льшая его часть) и часть Хотинского уезда, ранее входившие в Бессарабскую губернию, вошли в состав Украинской ССР (часть Одесской и Черновицкой областей). Меньшая часть Буджака была включена в состав Молдавской ССР.
Основное население — молдаване, украинцы, русские, гагаузы, цыгане, болгары, в XVII—XX веках значительную часть населения составляли также сербы, немцы (колонисты), евреи, буджакские татары, турки.

## Этимология
По наиболее распространённой версии, название (молд. Цара Луй Басараб, рум. Ţara lui Basarab «Земля Басараба») происходит от имени валашского воеводы Басараба I Великого (1289—1352, правил с 1310 года).
Согласно другой версии, название Бессарабия является этнотопонимом, произошедшим от народа бессы, который проживал в этой местности вместе с гетами во II—III веках до нашей эры, а также завезённых сюда арабских невольников.

## Территория
По данным Энциклопедического словаря Брокгауза и Ефрона, в XV—XVII веках Бессарабией называли Валахию с Бабадагской областью по Дунаю. В энциклопедии «Отечественная история» говорится о том, что с конца XVII до начала XIX века Бессарабией называлась только южная часть междуречья Прута и Днестра — Буджак, отвоёванный в 1503 году Османской империей у Молдавского княжества. В 1484 турки захватили крепости Четатя-Алба (Белгород-Днестровский), Килию, в 1538 — Тигину (Бендеры); Бессарабия попала под власть Османской империи, а Молдавское княжество стало вассалом османов.
В 1812 году, по условиям Бухарестского мирного договора, к Российской империи отошло всё Днестровско-Прутское междуречье, включая Буджак, турецкие крепости и восточную часть Молдавского княжества. Бессарабией стала называться Бессарабская область, а с 1873 года Бессарабская губерния.

### Античность и средневековье
Территория Бессарабии в античности была разделена между, с одной стороны, фракийскими племенами (даками и пр.), с другой, кочевниками причерноморских степей — скифами, затем сарматами. В VI веке до н. э. здесь возникла греческая колония Тира (на территории современного города Белгород-Днестровский). В 106 году римский император Траян предпринял поход в южную часть современной Бессарабии — землю живших здесь гетов, покорил её и включил в состав новообразованной провинции Дакии, выстроив Траянов вал. В III веке территория будущей Бессарабии уже входила в состав Готского государства, часть готов приняла христианство арианского толка. В конце V века по свидетельству Иордана в эти края проникают славяне, позже болгары и венгры. В конце I тыс. — славянские племена уличей и тиверцев; среди их городов был Белгород (совр. Белгород-Днестровский). После распада Киевской Руси территория эта подчинялась Галицкому княжеству. Вероятно, название города Галац в Валахии происходит от топонима Галич (древнерусский Малый Галич, названный в честь столицы княжества). Также здесь проживали с 40-х годов IX века до 900 года угры (венгры), затем эту область захватывали печенеги в X, половцы в XI, монголо-татары в XIII и ногайцы в XVI веке, обосновавшиеся в Буджаке. В Буджаке вообще господствовали кочевники, кроме коротких промежутков в конце I тысячелетия, когда его заселили болгары (вытесненные около 1000 года печенегами), и затем в XV веке, между упадком Золотой орды и приходом турок.
В конце XIII века были основаны колонии генуэзцев в низовьях Днестра и снова оживилась торговля. В XIII—XV веках была возведена крепость Ак-Либо (современная Белгород-Днестровская крепость). В середине XIV века Бессарабия вошла в состав Молдавского княжества; тогда же территория, опустошённая татарскими нашествиями, была заселена молдаванами, которые и составили значительную часть населения страны. В 1475 году турецкое войско завоевало Кафу и другие города Северо-Западного Причерноморья, включая Мангуп — столицу Феодоро. Была создана турецкая провинция — Кафский санджак, в которые были включены завоёванные позже города Северо-Западного Причерноморья (Копа, Килия и другие). 5 августа 1484 года молдавский гарнизон крепости Ак-Либо был вынужден капитулировать перед османскими войсками, после чего крепость переименована в Аккерман.

### В составе Османской империи
В 1503 году Османская империя присоединила Бессарабию (Буджак), где были построены крепости Бендеры и Измаил. Аккерман и Килия с округой стали турецкими административными единицами — райя, в 1538 году новая райя была образована на отторгнутой у Молдавского княжества бессарабской территории с центром в Бендерах — Тигина. В Буджаке поселились ногайские татары, подчинявшиеся Крымскому ханству. В 1591 и 1621 годах райя были созданы в районах Измаила и Рени. После неудачного Прутского похода Петра I 1711 года была образована Хотинская райя.
В середине XVIII века территория Днестровско — Прутского междуречья подразделялась на три зоны:
- молдавскую, входившую в состав Молдавского княжества, вассала Османской империи (Порты)
- турецкую, управлявшуюся пашами, и
- ногайскую, переданную турками Буджакской орде, формально находящуюся под контролем Крымского ханства.

К середине XVIII века из общей площади Днестровско-Прутского междуречья в 45 800 км² под властью Молдавского княжества оставалось всего 20 300 км²., а бо́льшую половину, 25 500 км², занимали земли Буджакской Орды и турецкие райи (крепостные районы).
С 1711 года по 1812 год Бессарабию пять раз занимали русские войска (см. Русско-турецкие войны), что способствовало постепенному освобождению Молдавского княжества от власти Порты. Согласно условиям русско-турецкой Айналы-Кавакской конвенции 1779 года, к Молдавскому княжеству отошла часть Бессарабии, на которой образован Хотарничанский цинут (позднее уезд).
После завоевания в 1783 году Крымского ханства Российской империей, Буджак стал управляться буджакскими ханами. Во время русско-турецких войн Бессарабия управлялась молдавским диваном, который возглавляла российская администрация, подчинявшаяся главнокомандующему русской армией.

### В составе Российской империи
После Русско-турецкой войны 1806—1812 года, по Бухарестскому миру 1812 года, Днестровско-Прутское междуречье отошло к Российской империи и на этой территории в 1818 году была образована Бессарабская область, а в 1873 году — губерния, на которые распространилось название Бессарабия. По Адрианопольскому мирному договору 1829 года под контроль Российской империи также перешла дельта Дуная.
В 1853 году Россия ввела войска в Молдавское княжество, что далее привело к Крымской войне. После Парижского договора 1856 года, которым завершилась Крымская война, Южная Бессарабия, прилегавшая к Дунаю и нижнему течению Прута, вошла в состав Молдавского княжества. Россия уступила Молдавии округа городов Кагул, Измаил и основанного генералом Инзовым Болграда. После этих территориальных потерь Россия потеряла доступ к стратегически важному устью Дуная, а 40 болгарских и 83 гагаузские колонии подпали под власть Молдавского княжества, пребывавшего турецким вассалом, что было негативно воспринято болгарскими колонистами.
В результате объединения Молдавии и Валахии в 1859 году Южная Бессарабия вошла в состав вассального Турции Соединённого княжества Валахии и Молдавии, а после создания Российской империей Румынского королевства в 1878 году вошла в её состав. Вопрос возвращения Южной Бессарабии приобрёл для России принципиальное значение, но его пришлось решать в острых спорах с Й. Брэтиану и другими румынскими политиками, увязывающими его с участием страны в русско-турецкой войне. В конце концов по Берлинскому трактату 1878 года, южная Бессарабия без дельты Дуная вновь отошла к России, а Румыния получила взамен значительно большие территории в Добрудже.
По переписи 1897 года в Бессарабской губернии было 1 933 436 жителей (991 257 мужчин и 942 179 женщин), из них в городах 304 182 (в губернском городе Кишинёве — 108 796). В соответствии с переписью 1897 года «47,6 % жителей Бессарабии были молдаванами, 19,6 — малороссами, 11,8 — евреями, 8 — великороссами, 5,3 — болгарами, 3,1 — немцами, 2,9 — гагаузами» Численность молдаван снизилась с 1859 года на 7,3 %.. Города и большинство сёл были многонациональными. Молдаване, болгары, гагаузы, немцы жили, в основном, в сёлах. 37,2 % горожан составляли евреи, 24,4 — русские, 15,8 — украинцы, 14,2 — молдаване. По мнению некоторых учёных Молдавской ССР, численность русских в Бессарабии была завышена и составляла меньше чем 8,1 % (155,7 тыс.), так как к русским была причислена и часть украинцев и белорусов. По расчётам В. Зеленчука, численность русских равнялась 123,1 тыс. человек. И. В. Табак приводит цифру в 100 тыс. человек. Перепись 1897 года также свидетельствует, что русские играли заметную роль в сферах, связанных с деятельностью государственной администрации, суда, полиции, юридической, общественной и сословной службы, где они составляли более 60 %.
6 — 7 апреля 1903 года в Кишинёве произошёл один из крупнейших еврейских погромов в Российской империи, погибло 50, ранено 600 человек.
Вскоре после Февральской революции 1917 года в Бессарабии, как и во многих регионах России с преобладающим нерусским населением, оживилось национальное движение. По образцу Украинской центральной рады был образован 21 ноября 1917 года краевой национальный парламент Сфатул Цэрий. После Октябрьской революции, 2 (15) декабря 1917 была провозглашена Молдавская демократическая республика.

### В составе Румынии
Румынские войска вступили в Бессарабию ещё в декабре 1917 года, выполняя приказ командующего Румынским фронтом царского генерала Д. Г. Щербачёва об охране складов и дорог и восстановлении порядка.  Продвижение румынских войск в Бессарабии встречало вооружённый отпор со стороны отходящих большевистских частей. 13 (26) января 1918 года был занят Кишинёв, затем другие города.
В условиях интервенции 27 марта 1918 года Сфатул Цэрий 86 голосами за, 3 против, при 36 воздержавшихся, проголосовал за соединение Бессарабии с Румынией. Воздержались, в основном, представители немецкого, болгарского и гагаузского меньшинств. По результатам голосования, Бессарабия вошла в состав Великой Румынии на правах автономии. Представитель крестьянской фракции В. Цыганко и представитель Русской культурной лиги А. Грекулов заявили, что вопрос объединения можно решить только путём всенародного референдума. 
На заседании 25—26 ноября 1918 года было принято решение о безусловном присоединении Бессарабии к Румынии, ликвидировавшее все условия акта от 27 марта 1918 года. Вскоре после принятия этого решения Сфатул Цэрий прекратил своё существование.
Антанта предложила Советской России посредничество в переговорах с Румынией. В феврале 1918 года был подписан протокол о ликвидации русско-румынского конфликта, 5—9 марта — соглашение между РСФСР и Румынией о выводе румынских войск с территории Бессарабии. Согласно протоколу, Румыния обязывалась вывести свои войска из Бессарабии в 2-месячный срок. Однако, воспользовавшись интервенцией Центральных держав на фоне общего сложного положения Советской России, румынское правительство нарушило соглашение и аннексировало Бессарабию. В этот период в Бессарабии прошёл ряд восстаний против власти Румынии, в частности Хотинское и Бендерское.
29 декабря 1919 года румынский парламент принял закон об аннексии Трансильвании, Буковины и Бессарабии.
Новый режим вызвал бегство из Бессарабии в Советскую Россию, Союз ССР, Америку и страны Западной Европы за 10 лет не менее 300 тысяч человек, то есть 12 % населения. 
28 октября 1920 года Великобритания, Франция, Италия и Япония подписали с Румынией так называемый Парижский протокол, согласно которому эти страны «полагая, что с точки зрения географической, этнографической, исторической и экономической присоединение Бессарабии к Румынии вполне оправдывается», признали суверенитет Румынии над Бессарабией.
Советское правительство никогда не признавало аннексии Бессарабии Румынией. В ноте от 1 ноября 1920 года Россия выразила решительный протест против аннексии и Парижского протокола её подтверждающего, так как он был заключён другими правительствами. На Венской конференции 1924 года Советское правительство предложило провести в Бессарабии плебисцит, однако Румыния отвергла предложение СССР.
15—18 сентября 1924 года в Южной Бессарабии вспыхнуло Татарбунарское восстание (рум. , молд. Răscoala de la Tatarbunar, укр. Татарбунарське повстання) — вооружённое крестьянское восстание под руководством большевистской партии против румынских властей, жестоко подавленное румынскими войсками.

### В составе СССР
Секретный протокол к Советско-германскому договору о ненападении от 23 августа 1939 года предусматривал вхождение Бессарабии в состав СССР. Однако Сталин некоторое время медлил с реализацией этого плана, поскольку Румыния имела военные гарантии Франции. Разгром Франции немецкими войсками в мае-июне 1940 года вдохновил его на действия. 26 июня 1940 последовала нота румынскому послу в Москве относительно передачи Бессарабии, а также Северной Буковины Советскому Союзу. 28 июня 1940 года на территорию Бессарабии были введены части Красной Армии, после чего на части её территории была образована Молдавская ССР.
Указом Президиума Верховного Совета СССР от 15 августа 1940 года была произведена национализация банков, промышленных и торговых предприятий, железнодорожного и водного транспорта и средств связи Бессарабии, другим Указом от того же числа восстановлена национализация земли. 8 марта 1941 года все жители Бессарабии, бывшие до 7 ноября 1917 года подданными бывшей Российской империи и проживавшие на территории Бессарабии к 28 июня 1940 г., и их дети получили гражданство СССР.
В ходе вторжения нацистской Германии в СССР Бессарабия была занята немецко-румынскими войсками в июле 1941 года и вновь присоединена к Румынии; в марте — августе 1944 года была освобождена от немецко-румынских войск Красной армией в ходе Уманско-Ботошанской и Ясско-Кишинёвской наступательных операций войсками 2-го и 3-го Украинских фронтов, после чего Румыния вышла из войны на стороне Германии и перешла на сторону антигитлеровской коалиции. В период румынской оккупации (1941—1944 годы), на территории Молдавии, в гетто и концлагерях было уничтожено более 90 000 евреев, а также тысячи людей других национальностей.
Измаильский и Аккерманский уезды Бессарабии были присоединены к Украинской ССР, образовав 7 августа 1940 года Аккерманскую, а с 7 декабря 1940 года — Измаильскую область; Измаильская область в составе УССР просуществовала до 15 февраля 1954 года, когда она была объединена с Одесской областью. На месте Хотинского уезда, области Герца и Северной Буковины была образована Черновицкая область УССР. 24 августа 1991 Верховная Рада провозгласила независимость Украины, в состав которой входят прибрежная и северная части Бессарабии.
- Этническая карта Бессарабии в 1930 году
- Карта Бессарабии из МСЭ 1931 года
- Радио Бессарабия в 1940 году
- Декларация об объединении Бессарабии и Румынии